# 薩福諾沃區
55°06′N 33°15′E / 55.100°N 33.250°E
薩福諾沃區（俄语：Сафо́новский райо́н）是俄羅斯的一個區，位於該國西部，由斯摩棱斯克州負責管轄，面積2,258.46平方公里，2010年人口61,572人，人口密度每平方公里27.26人。